# Morten Hegreberg
Morten Hegreberg (né le 11 juin 1977 à Stavanger) est un coureur cycliste norvégien. Actif durant les années 2000, il a représenté la Norvège lors de la course en ligne des Jeux olympiques de 2004, à Athènes. Depuis 2009, il est directeur sportif au sein de l'équipe Coop-Øster Hus, au sein de laquelle il a terminé sa carrière de coureur. Son frère Roy, également ancien coureur, occupe les mêmes fonctions dans cette équipe.

## Palmarès
- 1994
  - 3e du championnat des Pays nordiques du contre-la-montre par équipes juniors
- 1995
  -  Champion de Norvège sur route juniors
- 1999
  - 3e du Tour de Loire-Atlantique
  - 3e du Prix de la Saint-Laurent Espoirs
- 2000
  - 2e étape du Ringerike Grand Prix
  - 3e de Romsée-Stavelot-Romsée
- 2001
  - 2e du championnat de Norvège du critérium
- 2003
  - 2e du championnat de Norvège du critérium
  - 2e du championnat de Norvège sur route
- 2004
  - 2e du championnat de Norvège du critérium
  - 2e du Grand Prix d'Affligem
  - 3e du championnat de Norvège sur route
- 2005
  - 7e étape de l'An Post Rás
  - 3e de l'An Post Rás
  - 3e du championnat de Norvège sur route
- 2006
  -  Champion de Norvège du contre-la-montre par équipes
  - 9e étape de l'An Post Rás
  - 3e de l'An Post Rás
- 2007
  - 3e étape du Jæren Sykkelfestival
  - 3e du championnat de Norvège du contre-la-montre par équipes

## Classements mondiaux
| Année           | 2005 | 2006 | 2007 | 2008   |
| --------------- | ---- | ---- | ---- | ------ |
| UCI Europe Tour | 287e | 295e | 585e | 1 077e |